# Prismă decagonală

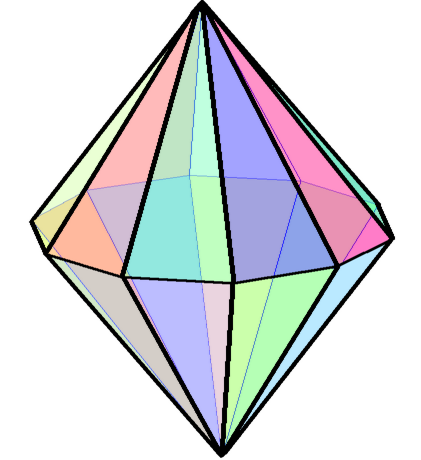
Dual: bipiramida decagonală

În geometrie prisma decagonală este o prismă cu baza decagonală. Are 12 fețe, 30 de laturi și 20 de vârfuri. Deoarece are 12 fețe, în principiu este un dodecaedru. Totuși, de obicei termenul de „dodecaedru” este folosit în primul rând pentru a se referi la dodecaedrul regulat, care are 12 fețe pentagonale, iar apoi la dodecaedrul rombic. Din cauza ambiguității, termenul de „dodecaedru” este rareori folosit fără alte precizări.
Prisma decagonală uniformă are indicele de poliedru uniform U76h.

## Ca poliedru semiregulat (sau uniform)
Dacă fețele sunt toate regulate, prisma decagonală este un poliedru semiregulat, mai general, un poliedru uniform, fiind a opta într-un set infinit de prisme formate din fețe laterale pătrate și două baze poligoane regulate. Poate fi văzut ca un hosoedru decagonal trunchiat, reprezentat de simbolul Schläfli t{2,10}. Alternativ, poate fi văzut ca produsul cartezian al unui decagon regulat și al unui segment, și reprezentat prin produsul {10}×{}. Dualul unei prisme decagonale este o bipiramidă decagonală.

## Simetrie
Grupul de simetrie al unei prisme decagonale drepte este D10h de ordinul 40. Grupul de rotație este D10 de ordinul 20.

## Formule
Ca la toate prismele, aria totală A este de două ori aria bazei (Ab) plus aria laterală, iar volumul V este produsul dintre aria bazei și înălțimea (distanța dintre planele celor două baze) h.
Pentru o prismă cu baza decagonală regulată cu latura a, aria A are formula:
{\displaystyle A=2\,A_{b}+10\,ah=5\cot {\frac {\pi }{10}}\,a^{2}+10\,ah=15,3884177\,a^{2}+10\,ah}
Pentru a = 1 și h = 1 aria este ≈ 25,3884177.
Formula volumului V este:
{\displaystyle V=A_{b}h=2,5\cot {\frac {\pi }{10}}\,a^{2}h}
Pentru a = 1 și h = 1 volumul este ≈ 7,6942087.

## În 4-politopuri
Prismele decagonale apar ca celule în două 4-politopuri:
|                             |                            |
| 120-celule runcitrunchiat · | 120-celule omnitrunchiat · |

## Poliedre înrudite
| Familia prismelor n-gonale uniforme | Familia prismelor n-gonale uniforme | Familia prismelor n-gonale uniforme | Familia prismelor n-gonale uniforme | Familia prismelor n-gonale uniforme | Familia prismelor n-gonale uniforme | Familia prismelor n-gonale uniforme | Familia prismelor n-gonale uniforme | Familia prismelor n-gonale uniforme | Familia prismelor n-gonale uniforme | Familia prismelor n-gonale uniforme | Familia prismelor n-gonale uniforme | Familia prismelor n-gonale uniforme | Familia prismelor n-gonale uniforme |
| Denumirea prismei                   | Prismă digonală                     | Prismă triunghiulară                | Prismă tetragonală                  | Prismă pentagonală                  | Prismă hexagonală                   | Prismă heptagonală                  | Prismă octogonală                   | Prismă eneagonală                   | Prismă decagonală                   | Prismă endecagonală                 | Prismă dodecagonală                 | ...                                 | Prismă apeirogonală                 |
| ----------------------------------- | ----------------------------------- | ----------------------------------- | ----------------------------------- | ----------------------------------- | ----------------------------------- | ----------------------------------- | ----------------------------------- | ----------------------------------- | ----------------------------------- | ----------------------------------- | ----------------------------------- | ----------------------------------- | ----------------------------------- |
| Imagine                             |                                     |                                     |                                     |                                     |                                     |                                     |                                     |                                     |                                     |                                     |                                     | ...                                 |                                     |
| Pavare sferică                      |                                     |                                     |                                     |                                     |                                     |                                     |                                     |                                     |                                     |                                     |                                     | Pavare plană                        |                                     |
| Config. vârfului                    | 2.4.4                               | 3.4.4                               | 4.4.4                               | 5.4.4                               | 6.4.4                               | 7.4.4                               | 8.4.4                               | 9.4.4                               | 10.4.4                              | 11.4.4                              | 12.4.4                              | ...                                 | ∞.4.4                               |
| Diagramă Coxeter                    |                                     |                                     |                                     |                                     |                                     |                                     |                                     |                                     |                                     |                                     |                                     | ...                                 |                                     |